# Eddie Granlund
Eddie Granlund, född 1952 i Falköping, är en svensk fotograf från 1976 bosatt på Lidingö. Eddie Granlund har sen många år specialiserat sig på bilder från Lidingö och gett ut en rad böcker om Lidingö med tonvikt på Lidingös natur och djurliv. Han var en av initiativtagarna till grundandet av bildbyrån Naturbild. Han har ofta anlitats av Lidingö stad, Millesgårdens konstmuseum och Lidingö församling för deras officiella bildmaterial i olika broschyrer och trycksaker och har också sen många år samarbetat med Lidingö hembygdsförening i flera projekt för att värna om Lidingös miljö och hembygdskultur, bland annat inrättandet av den så kallade "Hagen" vid Västra Långängskärret.